# AFC South
AFC South - Dywizja Południowa konferencji AFC ligi futbolu amerykańskiego, NFL.
Dywizja Południowa została utworzona przed sezonem 2002, gdy ligę NFL rozszerzono do 32 drużyn.
Obecnie składa się z czterech zespołów: Houston Texans, Indianapolis Colts, Jacksonville Jaguars i Tennessee Titans.
Przed powstaniem dywizji drużyna Texans nie istniała, Colts grali w Dywizji Wschodniej, zaś Jaguars i Titans należeli do ówczesnej Dywizji Centralnej.